# Liza and Louise
Liza and Louise è un singolo pubblicato dalla punk rock band NOFX nel 1992. Contiene anche una nuova versione della canzone The Longest Line.

## Tracce
1. Liza and Louise – 2:22
2. The Fastest Longest Line – 2:40

## Formazione
- Fat Mike - basso e voce
- El Hefe - chitarra e voce
- Eric Melvin - chitarra
- Erik Sandin - batteria

## Curiosità
- La traccia The Fastest Longest Line è un remake (cantato dal chitarrista El Hefe) della propria canzone The Longest Line (pubblicata l'anno stesso nell'EP omonimo). Il finale parodia quello della canzona Don't Cry, pubblicata un anno prima dai Guns N' Roses, nel quale il cantante allunga l'ultima vocale fino allo sfinimento.